# Condado de Limia
El condado de Limia fue la denominación de una antigua región altomedieval y bajomedieval (siglo X-siglo XII) que se situaba en la actual provincia de Orense además de llegar hasta Viana do Castelo, siguiendo el curso del río Limia.
Obviamente, esta Limia medieval era mucho más extensa que la actual Comarca de La Limia y llegaba hasta Maceda, ocupando en la parte gallega prácticamente casi toda la provincia de Orense menos la cuenca de El Ribeiro, del Sil y del Bibey. Es decir, que a la actual comarca de La Limia, habría que sumar la Limia de la zona de Celanova, Allariz, Maceda, y también a la Limia portuguesa, o sea la parte de Viana do Castelo, puesto que en este rato histórico no existía Portugal, condado que se independizó en el siglo XII.
La Limia medieval tendrá un gran peso en el reino de Galicia en esos siglos, siendo Allariz, la capital política de la misma. Siendo ciudad del rey, los notarios del rey habían firmado desde el siglo XII hasta fines de la Edad Media como notarios de Allariz y de la tierra de La Limia. Destacar también la gran importancia de esta Limia medieval del Monasterio de Celanova, que fue mucho más con un monasterio, fue un centro señorial, repoboblador, y que tuvo una importancia política paralela a la de Allariz por la relación de la familia de San Rosendo con la monarquía del reino de León.
- Datos: Q8349576